# Apicia calcaria
Apicia calcaria är en fjärilsart som beskrevs av William Schaus 1901. Apicia calcaria ingår i släktet Apicia och familjen mätare. Inga underarter finns listade i Catalogue of Life.